# 2e Prince
Circonscription électorale provinciale du Canada
2e Prince était une circonscription électorale dans la province canadienne de l'Île-du-Prince-Édouard, qui élisait deux membres à l'Assemblée législative de l'Île-du-Prince-Édouard de 1873 à 1996.

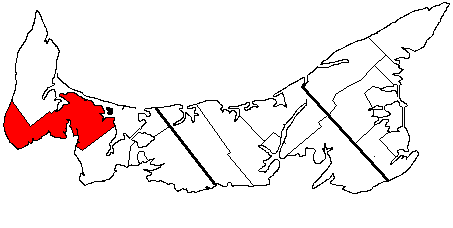
Carte démontrant la circonscription électorale de 2e Prince

Le district contenait la partie ouest centrale du comté de Prince, la portion qui est entre la Baie de Malpèque et Egmont Bay.

## Membre de l'Assemblée législative

### Deux membres de 1873 à 1893
|  | Années    | Membre             | Parti        |
|  | --------- | ------------------ | ------------ |
|  | 1873-1891 | John Yeo           | Conservateur |
|  | 1891-1893 | Alfred MacWilliams | Libéral      |

|  | Années    | Membre              | Parti        |
|  | --------- | ------------------- | ------------ |
|  | 1873-1873 | James Yeo           |              |
|  | 1873-1879 | James W. Richards   | Conservateur |
|  | 1879-1883 | James W. Richardson |              |
|  | 1883-1890 | James W. Richards   | Conservateur |
|  | 1890-1893 | James Richards      | Libéral      |

### Deux membres (député et conseiller) de 1893 à 1996

#### Député
|  | Années    | Membre                  | Parti        |
|  | --------- | ----------------------- | ------------ |
|  | 1893-1908 | James Richards          | Libéral      |
|  | 1908-1915 | John Richards           | Libéral      |
|  | 1915-1930 | Albert Charles Saunders | Libéral      |
|  | 1930-1935 | G. Shelton Sharp        | Conservateur |
|  | 1935-1949 | George H. Barbour       | Libéral      |
|  | 1949-1955 | Walter E. Darby         | Libéral      |
|  | 1955-1974 | George Dewar            | Conservateur |
|  | 1974-1981 | George R. Henderson     | Libéral      |
|  | 1981-1996 | Keith Wayne Milligan    | Libéral      |

#### Conseiller
|  | Années    | Membre             | Parti        |
|  | --------- | ------------------ | ------------ |
|  | 1893-1915 | Alfred McWilliams  | Libéral      |
|  | 1915-46   | William H. Dennis  | Libéral      |
|  | 1946-59   | Forest W. Phillips | Libéral      |
|  | 1959-1970 | Robert A. Grindlay | Conservateur |
|  | 1970-1976 | Joshua MacArthur   | Libéral      |
|  | 1976-1978 | L. George Dewar    | Conservateur |
|  | 1978-1993 | Allison Ellis      | Libéral      |
|  | 1993-1996 | Randy Cooke        | Libéral      |